# Сканеры (роман)
«Сканеры» — роман-антиутопия немецкого писателя Мартина Шойбле, опубликованный в 2013 году издательством «Карл Ханзер» под псевдонимом Роберт М. Зоннтаг. На русском языке в том же году был выпущен издательством «КомпасГид». Также переведен на украинский, испанский и китайский язык.
Действие романа происходит в 2035 году и сосредоточено вокруг злоупотребления цифровыми технологиями и цензуре в области знаний.
В настоящий момент Шойбле работает над продолжением книги.

## Главные герои
| Имя персонажа           | Описание |
| ----------------------- | --- |
| Роберт М. Зоннтаг (Роб) | Литературный агент («сканер»), работающий на корпорацию «Ультрасеть». Занимается поиском и уничтожением последних печатных книг |
| Йойо                    | Лучший друг Роберта, «сканер». По ходу действия погибает (возможно, от рук корпорации)                                          |
| Арне Бергман            | Глава подпольной организации «Гильдия книгочеев», официально обвиняемой в терроризме                                            |
| Номос                   | Цифровой монополист, один из глав корпорации «Ультрасеть»                                                                       |
| Фанни                   | Молодая мать-одиночка, член «Гильдии книгочеев»                                                                                 |

## Содержание
События разворачиваются в изолированном мегаполисе, со всех сторон окруженном зараженной местностью. Тот факт, что снаружи жизни нет, равно как и остальную преподносимую властями информацию, никто из героев не подвергает сомнению и не проверяет. Все сведения жители черпают из Ультранета — нового интернета, пропагандирующего полную свободу знаний для всех и каждого. Сам Ультранет, существующая в нём Ультрапедия (аналог Википедии), интерактивное телевидение (аниматоры) и нательные компьютеры (Примочки) принадлежат корпорации «Ультрасеть». Наличной валюты почти не существует — что означает, что вся банковская система также контролируется «Ультрасетью».
Уничтожены все альтернативные (неэлектронные) источники информации. Сотрудники «Ультрасети» — сканеры — занимаются тем, что выкупают у населения последние остатки бумажной литературы и отправляют её на оцифровку с целью создания универсальной и всеобъемлющей базы знаний. Но в реальности то, какая информация действительно идет в общий доступ, а какая — утаивается, знает только корпорация. Роб и Йойо — одни из агентов «Ультрасети»: эта работа позволяет им выжить и не попасть из «благополучной» зоны А в менее благополучную В или трущобную С. Шансы выжить в мегаполисе напрямую зависят от рейтинга финансового благополучия.
Однажды Роб встречает подозрительного старика по имени Арне Бергман, который вначале наотрез отказывается расстаться со своей книгой, а затем оставляет ему послание с предложением встретиться. Чуть позже Роб узнает, что старик — глава террористической организации, и за его поимку назначена огромная награда. Роб решает проникнуть в логово Бергмана и сдать его. Во время первого визита ему не удается ничего разглядеть, зато Бергман и его сообщники — члены «Гильдии книгочеев» — просвещают Роба, что корпорация не переводит книги в общий доступ, а осуществляет цензуру и уничтожает профессии, связанные с производством знания. 
В городе происходит взрыв электронной бомбы. Застряв в поезде, Роб знакомится с девушкой по имени Фанни. В свой следующий визит к «Книгочеям» Роб узнает, что она — тоже член гильдии. Там же он обнаруживает и свою университетскую преподавательницу, исчезнувшую некоторое время назад. Роб уговаривает Фанни выйти из подпольной организации, но та, оскорбившись, порывает с ним. Происходящие события заставляют Роба задуматься, на чьей стороне ему выгоднее быть — с теми немногими людьми, которым он мог доверять в жизни, или в мире цифрового зомбирования.
Лучший друг Роба, Йойо, встречается с девушкой по имени Мелли, проживающей в другом изолированном мегаполисе. Несмотря на высокую совместимость их профилей, после нескольких лет виртуальных отношений они расстаются, и Мелли выкладывает в сеть видеозапись своей встречи с другим мужчиной. Она признается, что виноват системный сбой (запись была сделана ещё до знакомства с Йойо), но уже слишком поздно — Йойо совершает самоубийство, приняв слишком большую дозу полулегального наркотика. В день похорон Роб узнает из новостей, что на Йойо возложена ответственность за теракт, а его самого обвиняют в причастности к нелегальной организации, и на него открыта охота. Покинув город при помощи Арне, он оказывается в группе скрывающихся книгочеев и решает написать о пережитом роман — так появляется книга «Сканеры».

## Интересные факты
В романе содержится ряд отсылок к классическим антиутопиям Олдоса Хаксли, Рэя Бредбери и Джорджа Оруэлла. Так, имя главного героя — Роберт М. Зоннтаг — является аллюзией на Гая Монтэга, главного героя культового романа Брэдбери «451° по Фаренгейту». (В английском и немецком языках «Montag» означает «понедельник»; в немецком «Sonntag» — «воскресенье». Инициал «М.» — сокращение от имени самого автора, Мартина Шойбле.) Если у Брэдбери главный герой работает пожарным, занимаясь сожжением обнаруженных в квартирах книг, то у Шойбле Зоннтаг сдает выкупленные книги на оцифровку и уничтожение работодателю — но оба по-своему убеждены, что действуют на благо человечества. Как и его литературный прототип, Роберт Зоннтаг в конце концов присоединяется к подпольной группировке, посвятившей себя спасению оставшегося литературного наследия.
По аналогии с «451° по Фаренгейту», основным способом времяпровождения в «Сканерах» является интерактивное телевидение. В романе оно синхронизировано с Примочками — очками с цифровой проекцией, напоминающим Google Glass. При помощи них осуществляется не только коммуникация между жителями мегаполиса, но и постоянная слежка за ними, о чём они не догадываются (мотив «большого брата», позаимствованный у Оруэлла). Также из романа «1984» позаимствовано противопоставление новояза и старояза, которое должно окончательно разрешиться в пользу упрощенного языка тоталитарного режима к 2050 году (к этой же отметке постепенно приближается и действие «Сканеров»). У Шойбле отмирающий литературный язык именуется «староречью».
С антиутопией Хаксли роман роднит злоупотребление «безвредным» развлекательным наркотиком. В «Сканерах» его употребление напрямую не приводит к преждевременному летальному исходу, однако передозировка способна вызвать смерть, и не исключается, что вещество используют в домах престарелых именно с этой целью. Систему полузакрытых, «профессионально предопределенных» зон проживания можно рассматривать как аналог классовой системы в «Дивном новом мире».
В заключительной части романа, в которой Зоннтаг проникает в штаб-квартиру «Гильдии», Арне проводит его в подпольную библиотеку, где показывает эти и другие произведения, в том числе «Мы» Евгения Замятина и антиутопию Гари Штейнгарта.
Год рождения главного героя — 2010 — Мартин Шойбле выбрал по году рождения своего старшего сына.

## Награды и премии
- 2013 — книга «Сканеры» вошла в число 7 лучших произведений для молодых читателей по версии программы «Deutschlandfunk»[6].
- 2013 — премия Экономического клуба Литературного дома Штутгарта за книгу «Сканеры»[7].
- 2014 — книга «Сканеры» вошла в каталог «100 лучших новых книг для детей и подростков», подготовленный Центральной городской детской библиотекой имени А.П. Гайдара[8].
- 2014 — книга «Сканеры» награждена знаком «Нравится детям Ленинградской области»[9].